# فتاح آباد (مقاطعة دلفان)
فتاح‌آباد (بالفارسية: فتاح‌آباد) هي قرية تقع في قسم ميربغ الشمالي الريفي (مقاطعة دلفان) في إيران. يقدر عدد سكانها بـ 501 نسمة .